# Saint-Marcel-lès-Sauzet
Saint-Marcel-lès-Sauzet – miejscowość i gmina we Francji, w regionie Owernia-Rodan-Alpy, w departamencie Drôme.
Według danych na rok 1990 gminę zamieszkiwało 1025 osób, a gęstość zaludnienia wynosiła 258 osób/km² (wśród 2880 gmin regionu Rodan-Alpy Saint-Marcel-lès-Sauzet plasuje się na 764. miejscu pod względem liczby ludności, natomiast pod względem powierzchni na miejscu 1589.).